# Màrkivka
Màrkivka (en ucraïnès: Марківка, en rus: Марковка, Màrkovka) és una vila, un possiólok de l'óblast de Luhansk a Ucraïna, situada actualment a zona ocupada República Popular de Luhansk de la Rússia. El 2019 tenia 5.717 habitants.